# Anne Paléologue (fille d'Andronic Ange Paléologue)
Anne Paléologue (grec moderne : Ἅννα Παλαιολογίνα) est despina d'Épire, épouse de Jean II Orsini et régente de son fils Nicéphore II Orsini. Par la suite, elle épouse le seigneur de Valona, Jean Comnène Asen.

## Biographie
Elle est fille d'un aristocrate byzantin, le protovestiaire Andronic Ange Paléologue, petit-fils du souverain d'Épire, Michel II Comnène Doukas, ainsi que de l'empereur byzantin, Michel VIII Paléologue. Vers 1323, elle épouse le despote d'Épire Jean II Orsini. Le couple a un fils, Nicéphore II Orsini, ainsi qu'une fille, Thomaïs Orsini. En 1337, elle empoisonne son mari et assume la régence sur son fils, mais l'Épire est envahie et annexée par les Byzantins en 1338. Anne est faite prisonnière à Thessalonique, d'où elle s'échappe en 1341. Elle réussit à atteindre Arta, la capitale de l'Épire, mais le gouverneur byzantin local, Jean Ange, la place en résidence surveillée. Lorsque l'Épire est conquise par les Serbes sous le commandement de Étienne Dušan vers 1347, Anne est libérée. Vers 1350, elle épouse le seigneur de Valona, Jean Comnène Asen. Quelque temps après 1363, elle part vivre auprès de sa fille Thomaïs et de son gendre, Siméon Uroš, dans la capitale du royaume de ce dernier à Tríkala.